# ラ・ロッシュ＝デリアン
ラ・ロッシュ＝デリアン （La Roche-Derrien、ブルトン語:Ar Roc'h-Derrienまたはar Roc'hまたはKêr ar Roc'h）は、フランス、ブルターニュ地域圏、コート＝ダルモール県の旧コミューン。

## 歴史
1347年6月18日、ブルターニュ継承戦争の戦いであるラ・ロッシュ＝デリアンの戦いが起きた。イングランドの支援を受けたジャン・ド・モンフォール（ブルターニュ公ジャン3世の異母弟）と、ブルトン人とフランスの連合軍を率いたシャルル・ド・ブロワ（ブルターニュ公位継承権者ジャンヌ・ド・パンティエーヴルの夫）との戦いであった。シャルル・ド・ブロワは包囲された住民、そして敵勢力との交渉をいずれも拒否し、町の救援に現れたイングランド軍の隊長トーマス・ダグワースに身柄を拘束された。ブロワを支援するフランスが敗北した。ブロワは、タンギー・デュ・シャステルの介入のおかげで即決処刑を免れた。しかしシャステルがブレストの壁の下で自身の息子たちを殺害されていたことは顕著な事実である。
2019年1月1日、周辺の3コミューンと合併し、コミューン・ヌーヴェル（fr。地方自治体改革の2010年12月16日施行の2010-1563法第21条による、合併によって新設されたコミューン）のラ・ロッシュ＝ジョーディとなった。

## 人口統計
| 1962年 | 1968年 | 1975年 | 1982年 | 1990年 | 1999年 | 2006年 | 2011年 |
| ------ | ------ | ------ | ------ | ------ | ------ | ------ | ------ |
| 967    | 946    | 971    | 963    | 883    | 1012   | 1086   | 988    |

参照元:1999年までEHESS、2004年以降INSEE